# 奧諾托阿環礁

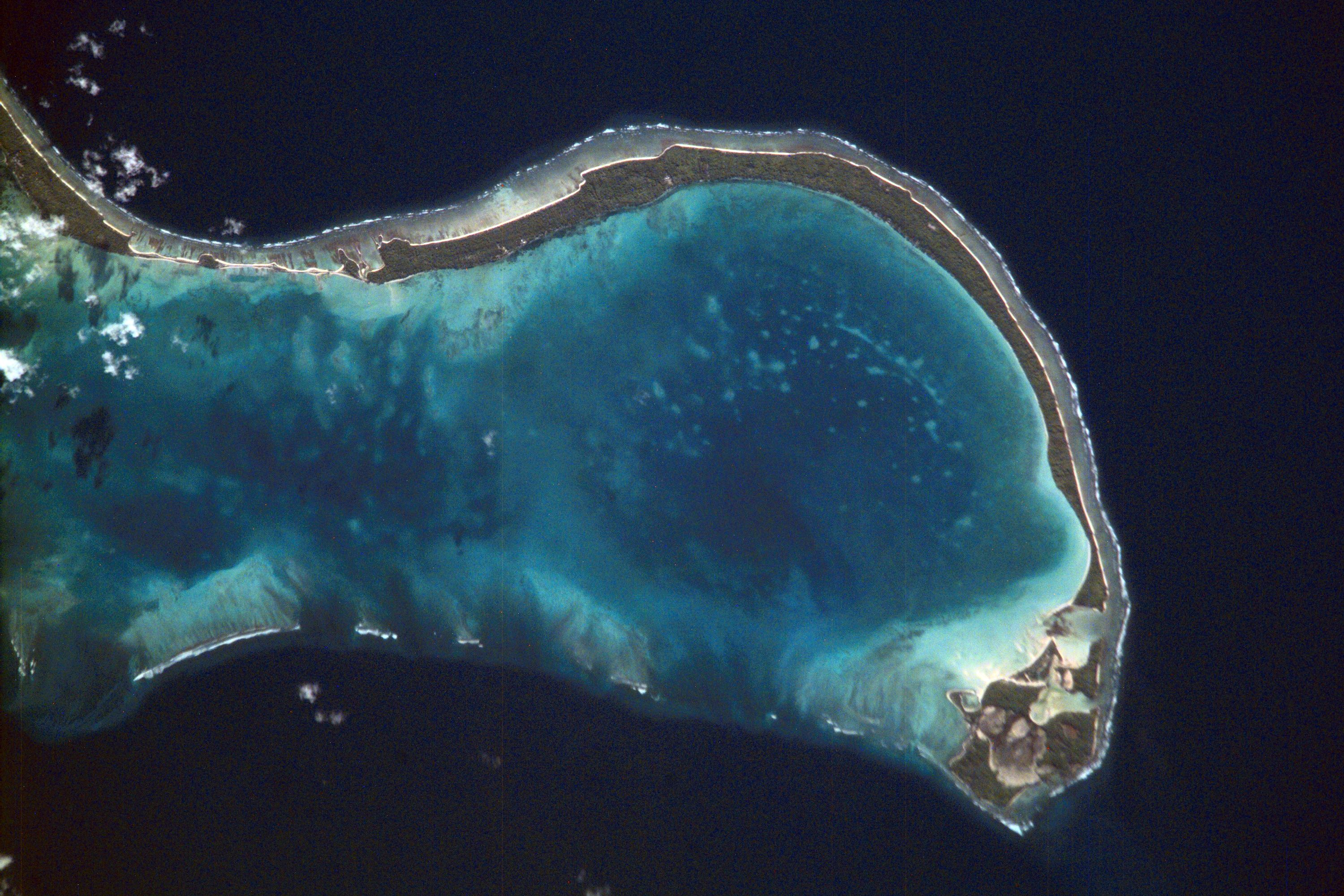

奧諾托阿環礁是太平洋島國基里巴斯的環礁，屬於吉爾伯特群島的一部分，面積13.5平方公里，該島中部有潟湖，西岸有珊瑚礁，人口2043。
1°51′S 175°33′E / 1.850°S 175.550°E